# Marta Gazzari
Marta Gazzari je čileanska književna kritičarka. Pripada naraštaju Hrvata koji su u Čile iselili nakon Drugog svjetskog rata.
Piše za World Vision Chile.
Za vrijeme velikosrpske agresije na Hrvatsku bila je dijelom skupine hrvatskih iseljenika (Asja Perasic, Rudi Mijac i ini) sebi uzeli za zadaću širiti istinu o Hrvatskoj i agresiji koju su veliksrbi izvršili na nju. Ta je skupina animirala hrvatske iseljenike u Čileu neka podupru hrvatsku borbu za slobodu, prevodili su hrvatski tisak odnosno vijesti koje su bile u njemu, obrazovali nastavom povijesti i ino.